# Furio Franceschini
Furio Franceschini (Roma, 4 aprile 1880 – San Paolo, 15 aprile 1976) è stato un compositore, direttore d'orchestra e organista italiano.

## Biografia
Franceschini trascorse gran parte della sua carriera in Brasile, prestando servizio per tutta la vita come maestro di cappella presso la Cattedrale di San Paolo dal 1908 e come professore sia al Seminário do Ipiranga che al Conservatório Dramático e Musical nella stessa città. È autore di sei messe, cinque delle quali in latino e una in portoghese; con la sua raccolta di canti sacri a una e due voci divenne uno dei riorganizzatori del repertorio della Chiesa in Brasile nella prima metà del XX secolo.